# Врело Костур
43° 08′ 23″ С; 22° 29′ 31″ И / 43.139666° С; 22.492° И
Врело Костур је једно је од крашких врела, на периферији села Костур, у Пиротске котлини. Административно припада општини Пирот и Пиротском управном округу.

## Географске одлике
Врело Костур се налази на периферији истоименог села, у долини између локалитета Греда и самог села, коју је усекао ток формиран ерозионим деловањем вода врела. 
Истицање воде из врела је везано за контакт кредних кречњака са неогеним седиментима котлине. Истицање је гравитационо.
Мерењима вода, установљено је да је издашност врела око 16 l/s. 
евиденција.
Код овог врела евидентан је проблем недостатка заштите, који је посебно значајан јер се у непосредном залеђу налазе економска дворишта сеоских домаћинстава, а сама чесма је у релативно слабо одржаваном стању. 

## Намена
Део вода врела отиче слободно, док се део користи за водоснабдевање села, за шта је изграђена каптажа. Поред тога, на самом врелу уређена је и чесма чије се воде користе за пиће. Подаци о количинама вода које се захватају за потребе водоснабдевања села са овог врела не могу се добити јер о томе не постоји никаква евиденција.